# Têche
Têche ist eine französische Gemeinde mit 599 Einwohnern (Stand: 1. Januar 2022) im Département Isère in der Region Auvergne-Rhône-Alpes (vor 2016 Rhône-Alpes). Sie gehört zum Arrondissement Grenoble und zum Kanton Le Sud Grésivaudan. Die Einwohner werden Téchois genannt.

## Geographie
Têche liegt etwa 28 Kilometer westsüdwestlich von Grenoble in der historischen Landschaft Dauphiné an der Isère, die die Gemeinde im Süden und Südosten begrenzt. Umgeben wird Têche von den Nachbargemeinden Beaulieu im Norden und Osten, Izeron im Süden und Südosten, Saint-Sauveur im Südwesten sowie Saint-Vérand im Westen und Nordwesten. 
Durch die Gemeinde führt die Autoroute A49.

## Bevölkerungsentwicklung
| Jahr                       | 1962 | 1968 | 1975 | 1982 | 1990 | 1999 | 2006 | 2018 |
| -------------------------- | ---- | ---- | ---- | ---- | ---- | ---- | ---- | ---- |
| Einwohner                  | 293  | 286  | 301  | 387  | 484  | 493  | 505  | 574  |
| Quellen: Cassini und INSEE |      |      |      |      |      |      |      |      |

## Sehenswürdigkeiten
- Kirche L'Assomption-de-la-Notre-Dame

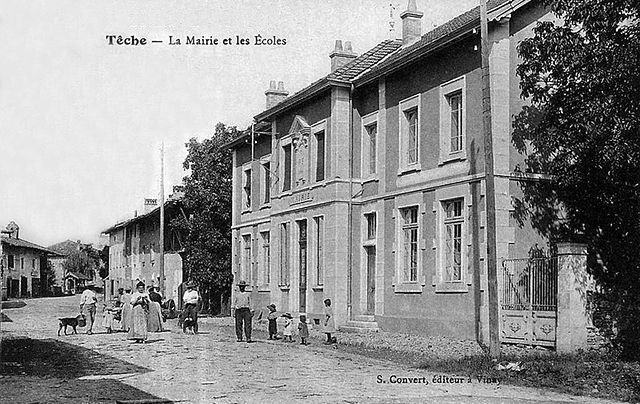
Mairie und Grundschule zu Beginn des 20. Jahrhunderts